# Marie Kovářová
Marie Kovářová, née le 11 mai 1927 à Luleč (Tchécoslovaquie) et morte le 4 janvier 2023 à Prague, est une gymnaste artistique tchécoslovaque. 

## Biographie
Aux Jeux olympiques de 1948 à Londres, elle remporte la médaille d'or en concours général par équipes.